# Глазкова Ганна Леонідівна
Ганна Леонідівна Глащкова (нар. 28 липня 1981; Солігорськ, Білоруська РСР) — білоруська гімнастка, срібна призерка Олімпійських ігор 2000 року, багаторазова призерка чемпіонатів світу. Заслужений майстер спорту Республіки Білорусь з художньої гімнастики.

## Біографія
Закінчила дитячо-юнацьку школу Олімпійського резерву № 1 у місті Солігорськ. Тренувалася у Заслуженого тренера Республіки Білорусь Ганни Валентинівни Димчоголо. У 1995 році виступила на чемпіонаті Європи серед юніорів, де стала срібною призеркою у команді з Юлією Раскіною та Валерією Ватніковою. У 1998 році на дорослому чемпіонаті світу зуміла стати чемпіонкою світу в груповому багатоборстві. Окрім цього двічі ставала срібною призеркою в групових змаганнях. Після цього турніру отримала звання Заслужений майстер спорту Республіки Білорусь. Наступного року виграла срібну та бронзову медалі на чемпіонаті світу в змаганнях груп з предметами. Окрім цього стала дворазовою бронзовою призеркою чемпіонату Європи. Найбільшим досягненням у кар'єрі спортсменки стала срібна медаль Олімпійських ігор 2000 року в груповому багатоборстві. Після цих змагань завершила спортивну кар'єру.
Згодом закінчила факультет міжнародних відносин Білоруського державного університету, але працювати за спеціальністю Глазкова не стала. Вона отримала другу вищу освіту в Державному університеті управління міста Москви за спеціальністю «Менеджмент в ігрових видах спорту». За цим напрямком працювала в білоруському волейбольному клубі «Металург-БеЛа», Федерації боротьби Білорусі та мінському футбольному клубі «Динамо». Вела програму «Планета розваг» на телеканалі СТВ. Працює в агентстві нерухомості.
Одружена з футбольним тренером Олегом Василенком.

## Виступи на Олімпіадах
| Олімпіада   | Дисципліна            | Місце |
| ----------- | --------------------- | ----- |
| Сідней 2000 | групове багатоборство | 2     |